# Fuirosos
Fuirosos  es una entidad de población española del municipio de Sant Celoni, perteneciente a la provincia de Barcelona, en la comunidad autónoma de Cataluña.

## Historia
Hacia mediados del siglo XIX, el lugar formaba parte del mismo municipio que Montnegre y La Batlloria. Aparece descrito en el octavo volumen del Diccionario geográfico-estadístico-histórico de España y sus posesiones de Ultramar de Pascual Madoz de la siguiente manera:

FUIROSOS: l. que forma ayunt. con Monnegre y Batlloria en la prov., aud. terr., c. g. y dióc. de Barcelona (7 leg.), part. jud. de Arenis de Mar (3): sit. entre montes con buena ventilacion y clima templado y sano. Tiene una igl. parr. (San Ciprian) aneja de la de Monnegre. El térm. confina con Ramiñó, Vilardell, Batlloria y Monnegre. El terreno participa de monte y llano; es de mediana calidad, y le cruzan varios caminos locales. prod.: cereales, vino, legumbres y frutas; cria ganado y caza de todas especies. pobl. y riqueza. (V. Monnegre.)
(Madoz, 1847, p. 256)

En la actualidad pertenece al municipio de Sant Celoni. En 2022, tenía empadronados 11 habitantes.

## Patrimonio
En el lugar hay una iglesia bajo la advocación de San Cipriano.